# Roan Shryne
Roan Shryne es un personaje del universo ficticio de la Guerra de las Galaxias.
Roan Shryne era un Caballero Jedi que luchó en las Guerras Clon. Participó en la batalla de Murkhana junto con la Maestra Jedi Bol Chatak y su joven padawan, la humana Olee Starstone, formando el denominado Equipo Ion.
Cuando se dio la orden 66, el Equipo Ion se vio obligado a esconderse, haciéndose pasar por mercenarios, pero poco tiempo después Darth Vader llegó al planeta para ajusticiar a los clones que desobedecieron la orden 66, permitiendo escapar al grupo de Jedis. Vader se enfrentó a la Maestra Chatak y la decapitó. Olee y Roan huyeron, usando la Fuerza e influenciando a algunos soldados clones para escapar.
Ambos se unieron a una banda de contrabandistas y a una mujer llamada Jula Shryne, la madre de Roan. También encontraron a seis jedi más, que lograron sobrevivir a la orden 66. El grupo fue enviado en una misión a Alderaan para encontrarse con el senador Fang Zar, y llevarlo a su planeta natal, pues este se veía perseguido por el nuevo orden imperial. Pero Vader fue enviado a Alderaan y asesinó al senador, hiriendo de gravedad a Jula antes de que lograran escapar.
Así, el grupo decidió ir a Kashyyyk para intentar encontrarse con los maestros Jedi Quinlan Vos, Luminara Unduli (que había caído en batalla) y Yoda. Pero Vader decidió exterminar a los wookies mediante un bombardeo orbital, y Roan tuvo que sacrificar su vida desafiando a Vader para darle tiempo a sus camaradas de escapar. Cabe resaltar que Roan Shyrne mató al Comandante Appo al llegar para socorrer al grupo de Olee Starstone.
Shryne estaba muy conectado con la Fuerza, y a través de esta se guiaba en todo lo que necesitaba. Pero empezó a perder su fe, y a cansarse de la Fuerza y de sus camaradas Jedi, razón por la que decidió sacrificarse en un duelo contra Vader. Es entonces cuando antes de morir, Shryne se enteró de que Vader era en realidad Anakin Skywalker, siendo quien lideró el ataque al Templo Jedi. Roan sonrió y antes de morir le dijo: "la Fuerza nunca morirá".
- Datos: Q1249402